# Les Compagnons de la Combe aux Faives
Les Compagnons de la Combe aux Faives est un club franc-comtois de tir à l'arc situé à Torpes, fondé en 1992.

## Histoire
Lors de la 1re édition de la Coupe d'Europe des Clubs en 2008, Torpes termine 2e derrière l'équipe Ukrainienne de Shturm, menée par Viktor Ruban, Champion Olympique cette même année à Pékin.
L'année suivante, Torpes remporte cette Coupe, où les clubs Français remportent 5 médailles sur 6.
En 2011, l'équipe de Torpes (Dimitri Varechon, Jocelyn de Grandis, Geoffrey Louisot et Eric Bar) remporte la finale des Divisions Régionales en Arc à poulies. Ils participeront à la DNAP (Division Nationale Arcs à Poulies) en 2012, l'équivalent de la D1 des arcs classiques.
Cette même année, l'équipe féminine en arc classique, composée de Morgane Chalmin, Mathilde Lengagne et Elisa Bertin, termine troisième lors de la finale des Divisions Régionales. Elles participeront en 2012 à la D2.

## Palmarès

### Coupe d'Europe des clubs
- 2008 :  2e - (Jean-Charles Valladont, Jocelyn de Grandis, Dimitri Varechon, Mathieu Thiebaut)
- 2009 :  1er - (Jean-Charles Valladont, Jocelyn de Grandis, Dimitri Varechon, Mathieu Thiebaut)
- 2010 :  2e - (Jean-Charles Valladont, Jocelyn de Grandis, Dimitri Varechon)
- 2013 :  3e - (Jean-Charles Valladont, Jocelyn de Grandis, Victor Bresson)

### Championnat de France par équipe (D1)
- 2003 : 5e
- 2004 : 4e
- 2005 :  1er
- 2006 :  3e
- 2007 : 4e
- 2008 :  1er - (Jean-Charles Valladont, Jocelyn de Grandis, Dimitri Varechon, Mathieu Thiebaut)
- 2009 :  1er - (Jean-Charles Valladont, Jocelyn de Grandis, Dimitri Varechon, Mathieu Thiebaut)
- 2010 :  3e- (Jean-Charles Valladont, Jocelyn de Grandis, Dimitri Varechon, Mathieu Thiebaut, Camille Andrianarison, Alan Casery)
- 2011 : 6e
- 2012 :  3e- (Jean-Charles Valladont, Jocelyn de Grandis, Dimitri Varechon, Victor Bresson, Romain Cavallin)
- 2013 : 6e

### Championnat de France par équipe (Jeunes)
- 2003 : 6e
- 2004 :  1er
- 2005 : 9e
- 2007 :  1er
- 2009 : 9e
- 2010 :  2e - (Camille Andrianarison, Martin Bihr, Alan Casery)
- 2012 : 7e - (Martin Bihr, Alan Casery, Romain Cavallin)
- 2013 : 7e

## Sélections aux Jeux Olympiques
- 2000 : Jocelyn de Grandis
- 2004 : Jocelyn de Grandis
- 2008 : Jean-Charles Valladont